# Casarão Holanda I
O Casarão Holanda I, em Santa Leopoldina, foi construído entre 1860 e 1875 para o coronel José Alves do Nascimento. É um bem cultural tombado pelo Conselho Estadual de Cultura do Espírito Santo, inscrição no Livro do Tombo Histórico sob o nº 32 a 68, folhas 4v a 7v.

## Importância
No livro "Arquitetura: Patrimônio Cultural do Espírito Santo", publicado pela Secretaria de Cultura do Espírito Santo em 2009, há fotos de uma das paredes do casarão ainda em pé (provavelmente da época do levantamento para o processo de tombamento - 1983), pela descrição da edificação, depreende-se que seja aquela que era voltada para o Rio Fumaça (quatro janelas dispostas na mesma fachada). Como pode ser visto nas fotografias disponíveis na Wikipédia, em 2022, existiam apenas vestígios de suas fundações e o espaço está sendo utilizado para o cultivo de bananas.
Sua descrição era: "Como documentada na década de 1980, a primeira sede da fazenda Holanda era um imóvel de planta quadrada com térreo e sótão usados como armazém e depósito. Resultante da implantação do edifício, um pequeno pátio, disposto em uma de suas fachadas, era, provavelmente, o local do movimento mais intenso, onde acontecia o vai-e-vem de mercadorias e pessoas em busca de alimento, ferramentas e utensílios necessários à sobrevivência na mais recente região de colonização do Espírito Santo". A edificação possuía cinco portas no nível térreo, distribuídas em três de suas fachadas, e quatro janelas voltadas para o Rio Fumaça, que iluminavam o antigo armazém. Havia ainda quatro óculos de ventilação na fachada oposta. O fechamento era de pedra e taipa, o piso térreo era cimentado e seu forro era de madeira.
Localizada nas terras baixas, sua história está diretamente relacionada à do Casarão Holanda II, localizado no Núcleo Holanda, formado a partir da segunda metade do século XIX. Com a mudança da sede da Fazenda e de seu proprietário para o Casarão Holanda II, a função do Casarão Holanda I foi remodelada. Ambas edificações foram, posteriormente, adquiridas por descendentes da família Krüger, imigrantes holandeses.

## Tombamento
O edifício foi objeto de um tombamento de patrimônio cultural pelo Conselho Estadual de Cultura, de número 05, em 30 de julho de 1983, Inscr. nº 32 a 68, folhas 4v a 7v. O processo de tombamento inclui quase quarenta imóveis históricos de Santa Leopoldina. No ato de tombamento, é listada como proprietária a Cúria Metropolitana de Vitória.
O tombamento desse edifício e outros bens culturais de Santa Leopoldina foi principalmente decorrente da resolução número 01 de 1983, em que foram aprovadas normas sobre o tombamento de bens de domínio privado, pertencentes a pessoas naturais ou jurídicas, inclusive ordens ou instituições religiosas, e de domínio público, pertencentes ao Estado e Municípios, no Espírito Santo. Nessa norma foi estabelecido que, entre outros pontos:
- "O tombamento de bens se inicia por deliberação do CEC “ex-offício”, ou por provocação do proprietário ou de qualquer pessoa, natural ou jurídica, e será precedido, obrigatoriamente, de processo", ponto 3;
- "Em se tratando de bem(s) pertencente(s) a particular(es), cujo tombamento tenha caráter compulsório, e aprovado o tombamento, o Presidente do CEC expedirá a notificação de que trata o artigo 5°. I do Decreto n° 636-N, de 28.02.75, ao interessado que terá o prazo de 15(quinze) dias, a contar do seu recebimento, para anuir ou impugnar o tombamento", ponto 12.[3]

As resoluções tiveram como motivador a preservação histórico-cultural de Santa Leopoldina contra a especulação imobiliária, que levou à destruição de bens culturais à época.